# Victoria Hanna

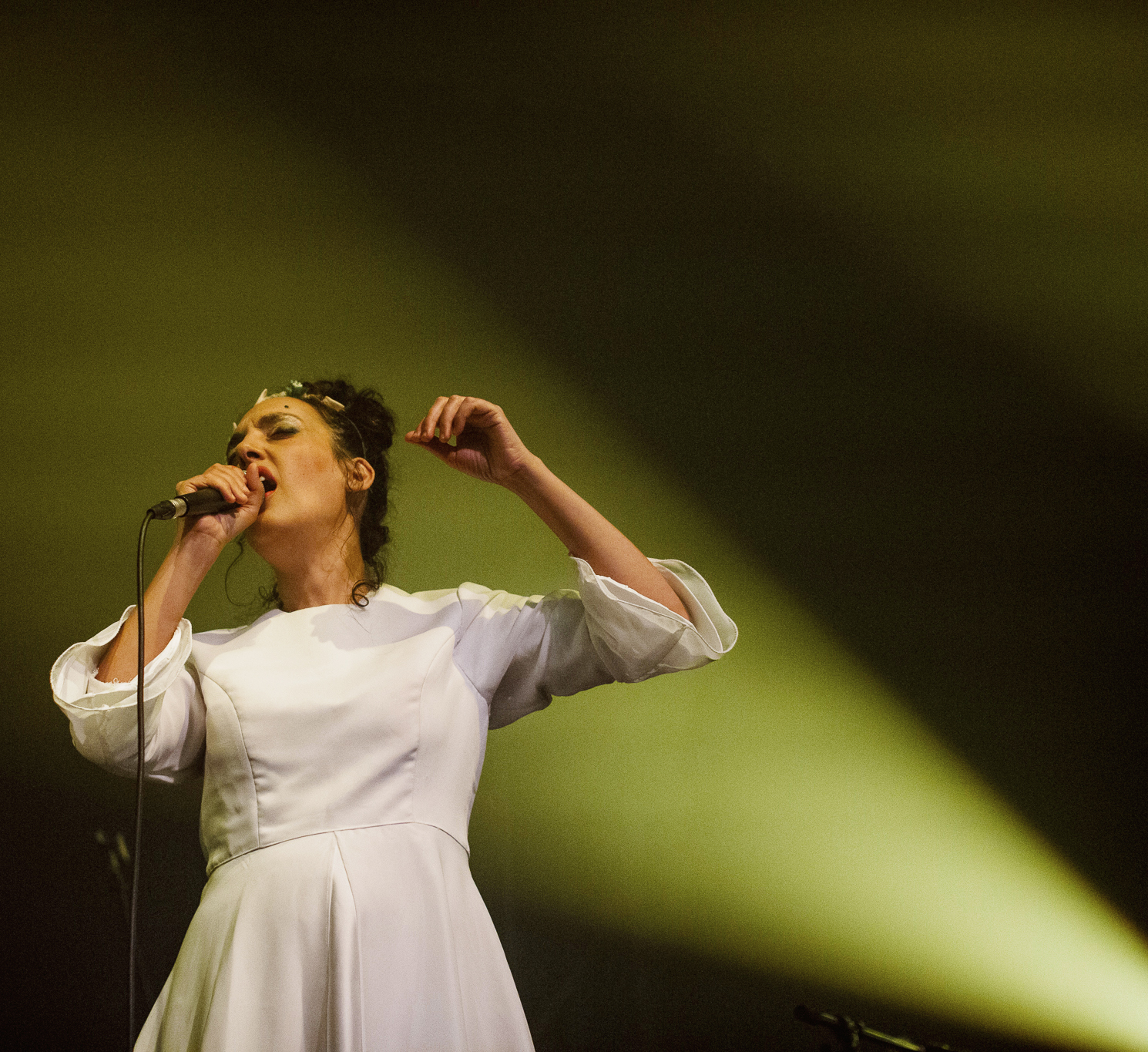
Victoria Hanna

Victoria Hanna (hebräisch ויקטוריה חנה) ist eine israelische Musikerin und Performerin. Bekannt wurde sie außerhalb Israels mit ihrer ersten Single "The Aleph-bet song (Hosha'ana)", der sich nach der Veröffentlichung rasch im Internet verbreitete.

## Leben
Victoria Hanna wuchs in einem orthodoxen Haushalt als Tochter eines Rabbiners auf. Spiritualität spielte in ihrer Kindheit eine prägende Rolle. Sie wuchs mit vielen Büchern auf, insbesondere heiligen Bücher, und entwickelte daher schon früh eine Faszination für Bücher.

## Musikstil
Ihre Musik eröffnet durch die besondere Auseinandersetzung mit Sprache, Klang und Körperlichkeit neue Zugänge zu mystischen, philosophischen und religiösen Texten des Judentums. Die Mischung aus Rap, Hip Hop, Folklore findet ein breites Publikum.

## Diskografie

### Alben
- 2017: Victoria Hanna

### EPs
- 2023: ביאליק

### Singles (Auswahl)
- 2005: Adir Adirim (mit Balkan Beat Box)
- 2017: Aleph Bet / Hosha'ana
- 2017: 22 Letters
- 2017: Orayta